# Государственное агентство по делам граждан и социальным инновациям (Азербайджан)
Государственное агентство по обслуживанию граждан и социальным инновациям при Президенте Азербайджанской Республики – Служба "ASAN" обеспечивает единое управление центрами. В задачу агентства также входит координация деятельности сотрудников государственных органов, работающих в сервисных центрах, проведение контроля и оценки, взаимная интеграция информационных баз государственных органов, ускорение процесса организации электронных услуг, а также обеспечение совершенствования системы управления в этой сфере.

## История
Государственное агентство по обслуживанию граждан и социальным инновациям при Президенте Азербайджанской Республики было создано 13 июля 2012 года указом Президента Азербайджанской Республики Ильхам Алиева. 5 сентября того же года очередным указом президента были утверждены структура и положение Агентства. Агентство открылось 29 декабря 2012 года. 13 февраля 2014 года Госагентство получило международный сертификат стандарта управления ISO 9001:2008. Летом того же года Службы "ASAN" Агентства были награждены премией «Угур 2013» за пример эффективного обслуживания и вклад в развитие отношений между государством и гражданами. 15 декабря 2014 г, Агентству был вручен международный сертификат по стандарту OHSAS 18001:2007.
В 2015 году Служба «ASAN», действующий при Госагентстве, был удостоен премии Организации Объединенных Наций за государственную службу 2015 года (англ. United Nations Public Service Award 2015).
2 марта 2015 г Служба «ASAN» стала победителем конкурса в области «Создания безопасных условий труда в организации реализации государственных услуг», проводимого Британским советом по охране труда по 13 направлениям, на который подали заявки более 700 предприятий из разных стран.

## Центры Службы «ASAN»
29 декабря 2012 года, в день начала деятельности агентства, в Баку в качестве пилотного проекта был открыт первый центр Службы «ASAN». 3 мая 2013 года был открыт Сумгаитский центр Службы «ASAN». Спустя несколько недель – 24 мая в Баку открылся второй центр. С 1 июня 2013 г мобильные автобусы, оснащенные необходимым современным технологическим оборудованием, используются для обслуживания граждан, которые не могут приехать в центры, чтобы воспользоваться услугами, предлагаемыми Службой «ASAN». 17 сентября 2013 года в Баку открылся третий центр. В конце 2013 года, 21 декабря, в Гяндже открылся центр Службы «ASAN». 7 мая 2014 года в Баку открылся четвертый центр. В Сабирабаде центр открылся 15 декабря 2014 г.
13 марта 2015 года, в Барде был открыт восьмой в центр.
В июле 2015 г был открыт Бакинский центр Службы «ASAN» №5. В 2016 году Службы «ASAN»  открылись в городах Масаллы и Габала.
В 2017 г в Губе, в 2018 г в Мингячевире, Имишли и Шеки, в 2019 г в Шемахе, Кюрдамир, Товуз, Агджабеди и Балакен. В 2021 г открылись Бакинский центр Службы «ASAN» №6, в 2022 г Гянджинский региональный центр №2, Бакинский региональный центр №7, Сумгаитский региональный центр №2, в 2023 г Сальянский региональный центр, в 2024 г Нахичеванский и Ленкоранский региональные центры Службы «ASAN».
Центры Службы «ASAN» работают по принципу «единого местоположения». Модель «ASAN» имеет шесть основных принципов: оперативность, прозрачность, вежливость, ответственность, контроль над соблюдением этических правил поведения и удобство. Центры используют новые методы и современные инновации для улучшения обслуживания граждан.
Помимо штатных сотрудников, в сфере оказания услуг также работают волонтеры. Кроме того, в сервисных центрах организованы банковские, страховые, юридические и другие функциональные вспомогательные услуги.
В центрах Службы «ASAN» разными государственными органами и частными предприятиями предоставляется около 400 услуг. Кроме того, в сервисных центрах организованы банковские, страховые, юридические и другие функциональные вспомогательные услуги, а также проводятся различные социальные проекты. На сегодняшний день в центры Службы «ASAN» подано более 70 миллионов заявок.

## Банк идей
Банк идей создан 20 ноября 2012 г с целью вовлечения граждан в процесс организации деятельности Государственного агентства по обслуживанию граждан и социальных инноваций и подведомственных ему центров «АSAN», а также для сбора творческих, социальных и социально значимых идей. Первая идея была принята в тот же день. Через банк идей граждане могут подавать свои предложения по развитию системы. На сегодняшний день в «Банк идей» отправлены сотни предложений, и многие из них реализованы. Примерами, реализованных через Банк идей, являются «Библиотека ASAN», созданная для использования гражданами в центрах обслуживания, «Радио ASAN», начавшее работу в конце 2015 года, «Сиденье ASAN», оснащенное солнечными батареями и модемом, и «Детский автогородок», предназначенный для изучения детьми правил дорожного движения.

## Радио АSAN
Радио ASAN действует при Агентстве. 8 сентября 2015 года Национальный совет по телевидению и радио выдал лицензию на открытие радио сроком на 6 лет,, а 24 декабря 2015 года радио ASAN начало пробное вещание на частоте 100,0 МГц.

## Награды
- Международный сертификат стандарта менеджмента ISO 9001:2008: 2014 г.
- Стандарт OHSAS 18001:2007: 2014 г.

### Награды, врученные центрам Службы "ASAN"
- Победитель номинации центра "Uğur 2013" "За пример эффективного служения и вклад в развитие отношений между государством и гражданами": 2013
- Премия ООН за государственную службу: 2015
- Премия Британского совета по безопасности и гигиене труда за безопасные условия труда в государственных службах: 2015
- Национальная интернет-премия Азербайджана NETTY-2018 в номинации "Государственный сайт": 2018